# Hauptmann-von-Köpenick-Skulptur

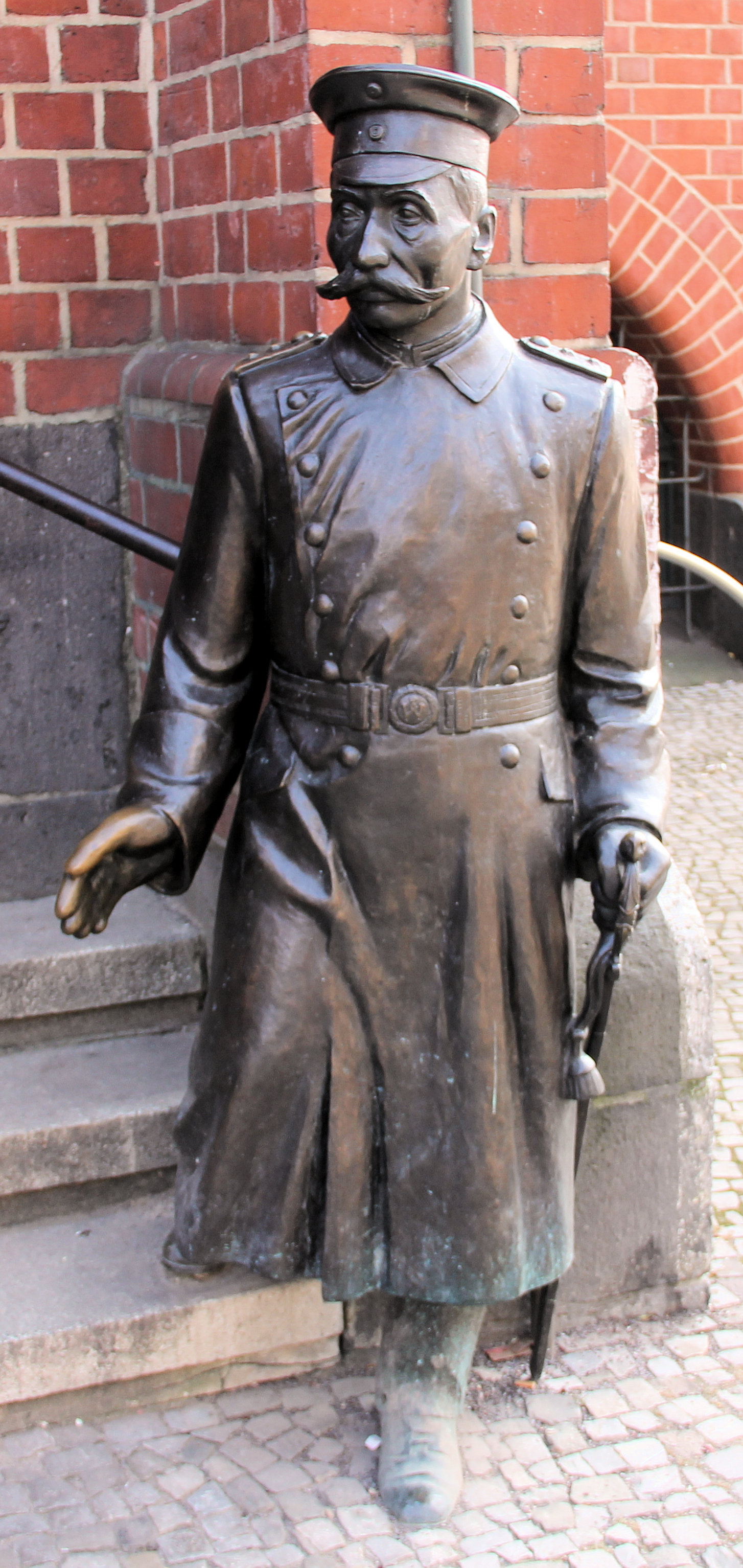
Skulptur des Hauptmanns von Köpenick

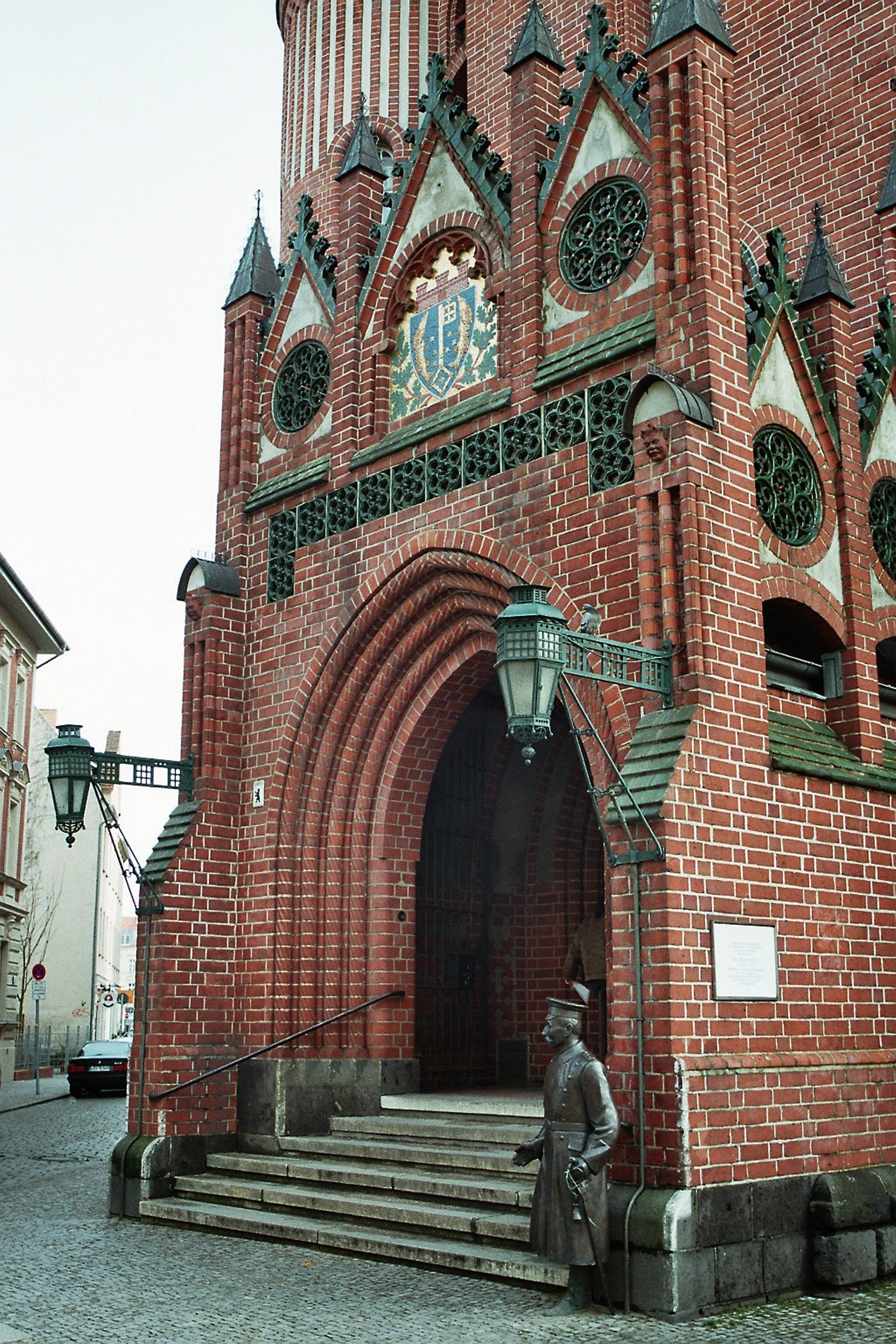
Skulptur des Hauptmanns von Köpenick vor dem Eingang des Köpenicker Rathauses

Die Hauptmann-von-Köpenick-Skulptur ist ein auf dem Boden stehendes Bronzestandbild der historischen Figur des Hauptmanns von Köpenick. Es befindet sich am Eingang des Köpenicker Rathauses im Berliner Ortsteil Köpenick.

## Geschichte
Im Rahmen eines Kunstwettbewerbs in Berlin zur Gestaltung historischer Persönlichkeiten gewann der armenische Bildhauer Spartak Babajan den Wettbewerb zur Gestaltung des Hauptmanns von Köpenick als lebensgroße Bronzefigur und realisierte das Vorhaben 1996 in Zusammenarbeit mit der Gießerei Seiler aus Schöneiche bei Berlin. Die Skulptur wurde 1996 vor dem Rathaus Köpenick aufgestellt. Nach mutwillig herbeigeführten Beschädigungen an der Skulptur wurde diese im Jahr 2006 für einige Zeit entfernt. Unbekannte hatten mehrere Zeichen zwischen Hals und Gürtellinie in die Bronzefigur eingeritzt, die abgeschliffen werden mussten. Auch wurde die gesamte Oberfläche des Denkmals neu patiniert.

## Beschreibung
Die Statue ist etwa 1,75 Meter groß und steht am rechten Treppenaufgang mit dem Rücken zum Rathaus von Köpenick. Der rechte Fuß steht auf der untersten Treppenstufe. Besucher können der Figur direkt in die Augen blicken. Der Hauptmann trägt den zeitgenössischen Mantel eines Hauptmanns des preußischen 1. Garde-Regiments zu Fuß und eine Uniformmütze. Seine linke Hand umfasst den Griff eines bis zum Boden reichenden Degens, auf dem er sich abstützt. Der rechte Arm zeigt leicht nach vorne, als wollte er einem die offene Hand reichen. Dass viele Besucher diese Gelegenheit nutzen, zeigt das blankpolierte Metall der Finger. Der Hauptmann ist ein beliebtes Fotomotiv das, da sich das Standesamt im Rathaus befindet, gerne zu Gruppenfotos bei Hochzeiten angewendet wird. Rechts neben der Skulptur, um eine Gebäudeecke herum befindet sich ein Schild mit Informationen zum Hauptmann von Köpenick.